# Otto Schwab (Studentenfunktionär)
Otto Schwab (* 7. September 1889 in Geiß-Nidda (Oberhessen); † 14. April 1959 ebenda) war ein deutscher Ingenieur, Studentenfunktionär, Experte für Wehrwissenschaften und SS-Gruppenführer und Generalleutnant der Waffen-SS.

## Leben

### Kaiserreich
Schwab wurde 1889 als Sohn eines oberhessischen Bauern geboren. Nach dem Abschluss der Oberrealschule studierte er von 1908 bis 1914 zunächst an der Technischen Hochschule Darmstadt, dann an der Technischen Hochschule Dresden und schloss als Ingenieur ab. Seit 1908 gehörte er der Darmstädter Burschenschaft Germania an. 1933 wurde er zum Dr. Ing. an der Technischen Hochschule Dresden promoviert.
Bereits von 1911 bis 1912 absolvierte Schwab eine freiwillige einjährige Dienstzeit beim Fuß-Artillerie Regiment 3 in Mainz. Schwab meldete sich 1914 nach Ausbruch des Ersten Weltkrieges als Kriegsfreiwilliger. Er nahm am Westfeldzug in einem Artillerie-Regiment teil, zuletzt als Leutnant.

### Weimarer Republik
Nach dem Kriegsdienst, in dem er bereits Studien zur Effizienz und Entwicklung von Waffen betrieb, unterhielt er 1919 bis 1933 ein eigenes Ingenieurbüro in Geiß-Nidda. Parallel dazu führte er seine wehrwissenschaftlichen Forschungen fort. Politisch engagierte er sich für die „Einführung einer planmäßigen zivilwissenschaftlichen Wehrausbildung der Studenten“. Er begründete die „Zivilen Wehrwissenschaften“ als „Wehrkomponente eines jeden akademischen Berufes“, das heißt als Pflichtteil jeder akademischen Ausbildung. Er befürwortete „die totale Wehrhaftmachung“. Gewaltlose Verzichtspolitik lehnte er als staatliche Selbstaufgabe ab. Ein demokratisches politisches System erschien ihm als für das „deutsche Volk“ auf Dauer ungeeignet.
Seit 1928 organisierte Schwab die paramilitärische Ausbildung von Studenten („Wehrsport“), seit 1930 als Leiter des Wehramts (WA) der Deutschen Burschenschaft, das aus Tarnungsgründen als „Wissenschaftliches Arbeitsamt“ firmierte und aus einem 1929 vom Burschentag beschlossenen „Freiheitsfonds“ finanziert wurde. 1930/31 war Schwab Mitbegründer der Segelfluggruppe und der Fliegerabteilung der Deutschen Burschenschaft, mit deren Hilfe das Luftwaffenverbot des Versailler Vertrages umgangen werden sollte. 1930 gründete Schwab das Allgemeines Wehramt (AWA) der studentischen Korporationsverbände (wiederum unter der Tarnbezeichnung: Allgemeines Wissenschaftliches Arbeitsamt – AWA).

### Zeit des Nationalsozialismus

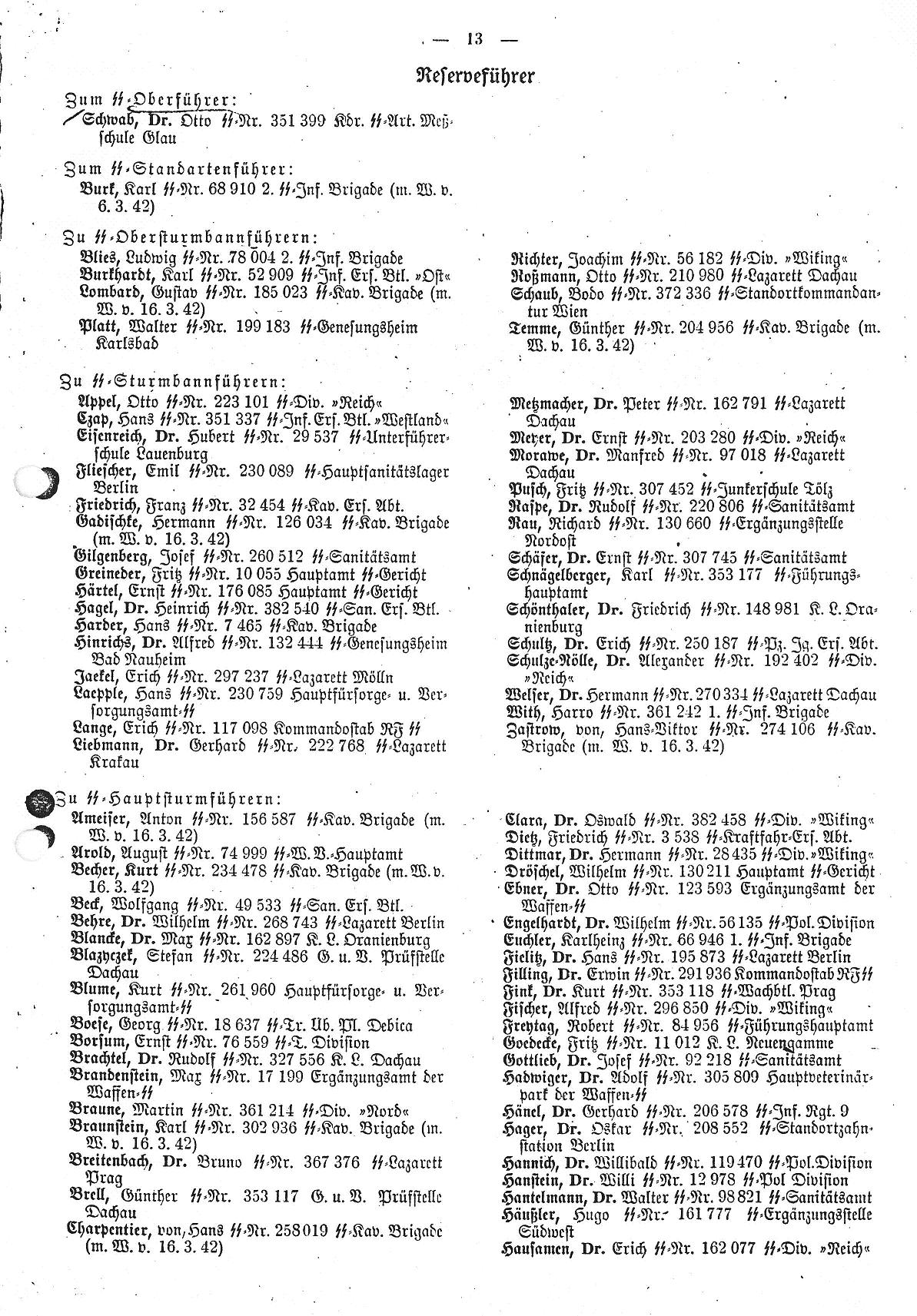
Beförderung zum SS-Oberführer an Hitlers Geburtstag 1942 im SS-Verordnungsblatt

1933 trat Schwab der SA und der NSDAP (Mitgliedsnummer 1.507.699) bei. Später wurde er auch Mitglied des NSFK und des NS-Dozentenbunds. Auf dem Burschentag 1933 wurde er zum ersten Führer der Deutschen Burschenschaft gewählt. In seiner Rede dort wie auch in den Burschenschaftlichen Blättern begrüßte er nachdrücklich die Machtübergabe. „Hitlers Tat hat uns befreit“, erklärte er.
1933 traf er mit der Obersten SA-Führung in der „Friedrichshafener Vereinbarung“ ein Abkommen zum Erhalt der Korporationen. Er war nun Stabsführer der Reichs-SA-Hochschulamts, dem die „wehrsportliche“ Ausbildung der Studenten übertragen worden war. Hitler selbst begutachtete und genehmigte die entsprechende Planung. Schwab war tätig als Referent im Wehrpolitischen Amt der Reichsleitung der NSDAP und mit dem Rang eines SA-Standartenführers im Stab des Chefs des Ausbildungswesens der SA. Als die SA-Hochschulämter im Herbst 1934 nach der Ermordung Ernst Röhms aufgelöst wurden, verließ Schwab die SA.
Von 1933 bis 1934 war Schwab erster Bundesführer der Deutschen Burschenschaft (DB). Als solcher setzte er den Austritt der DB aus dem Allgemeinen Deutschen Waffenring und die Beteiligung an der Gründung des Völkischen Waffenringes durch sowie den Ausschluss aller jüdischen und „jüdisch versippten“ Mitglieder. Dies führte letztlich zur Gründung des Altburschenschaftlichen Ringes durch 33 aus der DB ausgeschlossene und ausgetretene Burschenschaften.
Reichserziehungsminister Bernhard Rust erteilte Schwab ab dem Wintersemester 1934/35 einen Lehrauftrag für Naturwissenschaft und Physikalisches Fernmeldewesen an der Technischen Hochschule Berlin.
1939 wurde Schwab Mitglied der SS (SS-Nr. 351.399). Im Zweiten Weltkrieg war er als Kommandeur der Waffen-SS-Artillerieschule in Trebbin tätig. 1942 leitete er das Technische Amt VIII. Forschung, Entwicklung, Patente (unterstellt dem Waffen- und Geräteamt des SS-Führungshauptamtes) und beteiligte „sich auch an Häftlingsversuchen mittels N-Stoff“ (Tarnname für Chlortrifluorid, ein Gas, das als Brandmittel eingesetzt werden sollte). Am 4. 1944 wurde Schwab zum SS-Gruppenführer und Generalleutnant der Waffen-SS ernannt. Zu diesem Zeitpunkt sah er in der Panzerfaust die „Schwerpunktwaffe der gesamten Kriegführung“.

### Nachkriegszeit
Nach mehrjähriger Kriegsgefangenschaft war Schwab „weiter wissenschaftlich auf militärischem Gebiet tätig“ und konnte dabei erfolgreich mehrere Patente anmelden. Einige seiner Schriften wurden in der sowjetischen Besatzungszone und in der Deutschen Demokratischen Republik auf die Liste der auszusondernden Literatur gesetzt.

## Schriften (Auswahl)
- Bezirks-Schießverfahren. 1915
- Vorträge über Meßplanschießen gegen Erdziele und Fesselballone. 1917
- Ingenieur und Soldat, Hassia Verlag Nidda (Hessen) 1928
- Die totale Wehrhaftmachung. 1932
- Die Deutsche Burschenschaft. Wollen und Wirken in Vergangenheit und Gegenwart. 1934
- Burschenschafter fliegen! Frankfurt am Main 1939.